# Titanio pulchellalis
Titanio pulchellalis là một loài bướm đêm trong họ Crambidae.